# پلیمتال
پلیمتال (انگلیسی: Polymetal International) شرکت استخراج معادن روسی است، که در سال ۱۹۹۸ توسط الکساندر نسیس تأسیس شد.